# Courtonne-la-Meurdrac
Courtonne-la-Meurdrac ist eine französische Gemeinde mit 684 Einwohnern (Stand 1. Januar 2022) im Département Calvados in der Region Normandie (vor 2016 Basse-Normandie). Sie gehört zum Arrondissement Lisieux und zum Kanton Lisieux. 

## Geografie
Courtonne-la-Meurdrac liegt etwa 61 Kilometer ostsüdöstlich von Caen am namengebenden Flüsschen Courtonne. Umgeben wird Courtonne-la-Meurdrac von den Nachbargemeinden Firfol im Norden, Marolles im Nordosten, Cordebugle im Osten, Courtonne-les-Deux-Églises im Südosten und Süden, Saint-Denis-de-Mailloc im Süden und Südwesten, Le Mesnil-Guillaume im WSüdwsten und Westen sowie Glos im Westen und Nordwesten.

## Bevölkerungsentwicklung
| Jahr                       | 1962 | 1968 | 1975 | 1982 | 1990 | 1999 | 2006 | 2019 |
| Einwohner                  | 541  | 538  | 445  | 569  | 609  | 654  | 691  | 655  |
| Quellen: Cassini und INSEE |      |      |      |      |      |      |      |      |

## Sehenswürdigkeiten
- Kirche Saint-Ouen, Monument historique seit 1926
- Ehemalige Lazarettkammer, seit 1971 Monument historique
- Herrenhaus Anfernel, seit 1980 Monument historique
- Schloss Gouvix aus dem 18. Jahrhundert
- Schloss Le Houlley aus dem 17. Jahrhundert, Monument historique seit 1965

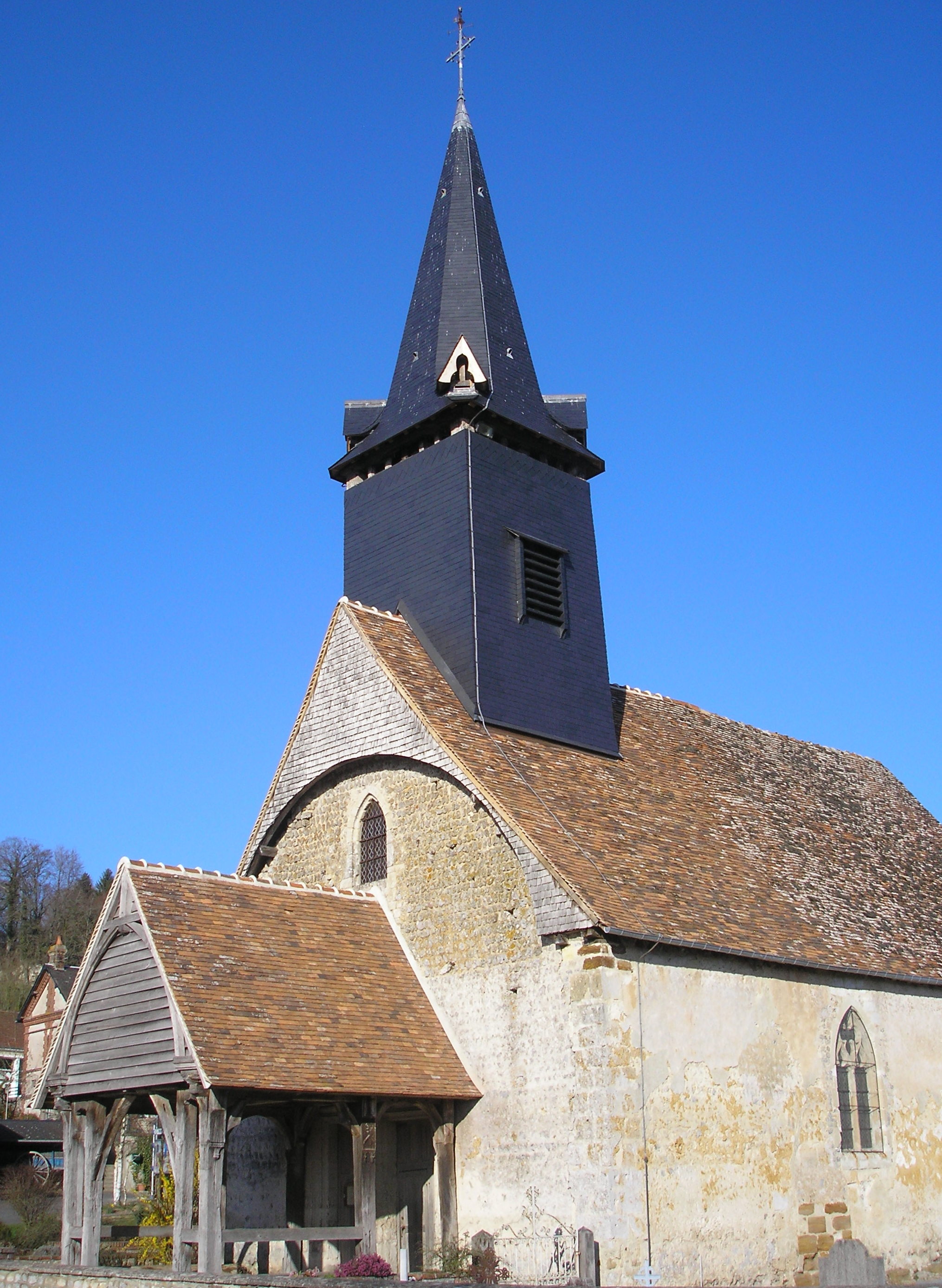
Kirche Saint-Ouen
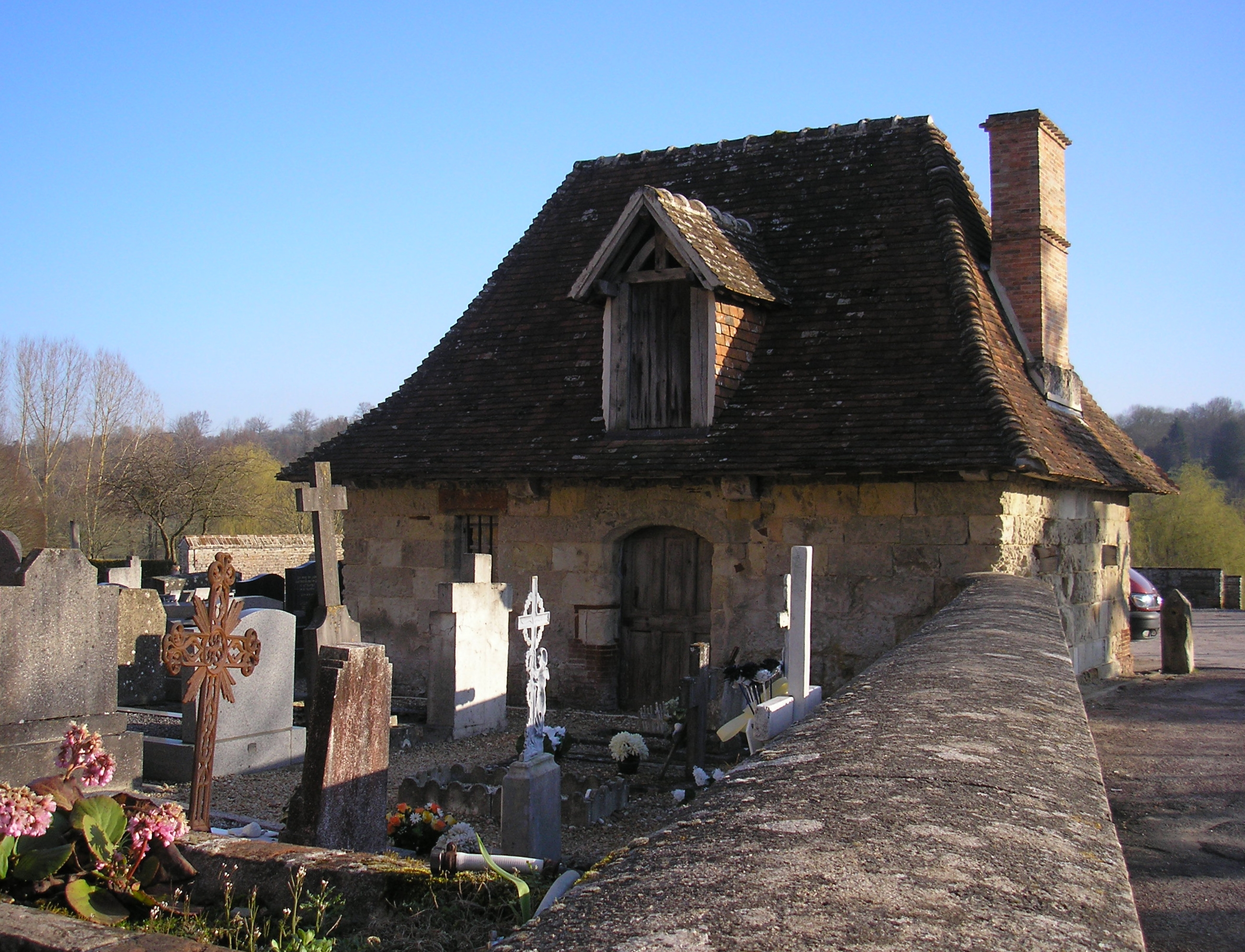
Lazarettkammer
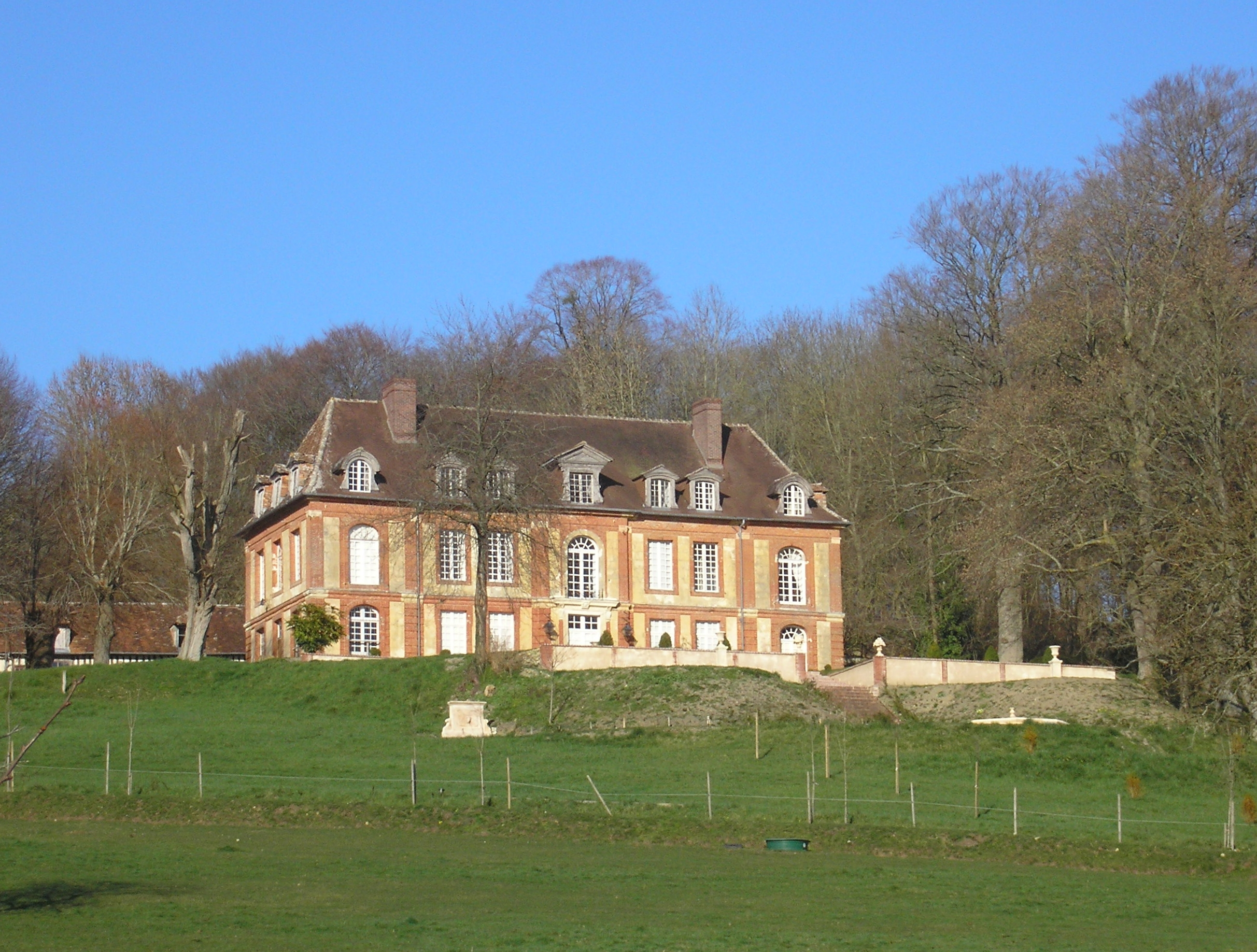
Schloss Gouvix

## Gemeindepartnerschaft
Mit der rumänischen Gemeinde Minieri im Kreis Prahova (Walachei) besteht seit 2005 eine Partnerschaft.